# Bretagnare (målning)
Bretagnare är en oljemålning av den svenske konstnären Axel Törneman som finns i två versioner, båda målade 1905. Den första versionen är i privat ägo; den andra ingår i Moderna museets samlingar i Stockholm sedan 1944.
Törneman var 1902–1907 i huvudsak bosatt i Paris där han framför allt avbildade det moderna och dekadenta nattlivet (till exempel Nattcaféet). Han företog under denna tid tre resor till Bretagne där han vistades under somrarna 1902, 1904 och 1905. Vid det sista tillfället tillkom Bretagnare i Saint-Jean-du-Doigt. Törneman valde nogsamt ut sina modeller från trakten, bland annat en puckelryggig man och en kvinna med ögonsjukdom. De bär bretonska folkdräkter och deras kroppar är märkta av hårt arbete. Törneman beskriver var och en i Bretagnare I i ett brev till föräldrarna:
| ” | Detta är en kvinna i omständigheter. Ett kraftigt bondskt koansikte. Hon har nu 9 barn därav 6 gossar men hon och hennes man skola arbeta, som han uttrycker sig, tills hon får 9 söner ty då får han en pension av staten tillräcklig att leva och vila sig på. Detta är en puckelryggig man men då han ska stå för mig spänner han ut bröst och mage och ställer sig så mycket i profil att jag icke kan skåda puckeln. Jag har icke hjärta att måla den så att han ser det. Hans ansikte är mycket intressant. Nr 1 är en gammal gumma i vit sjal och vit mössa. Hon står något böjd så man ser ej så mycket av ansiktet. Nr 2 bakom henne är den rikaste flickan här. Hon lever hemma i smuts och elände har en violett sjal rikt broderad som hon kråmar sig i som en påfågel. Nr III är en flicka med ljust hår och svart dräkt har varit bonne i Paris och anser sig klyftigare än de andra. Nr IV är tvätterskans oäkta dotter. Till den som står med ryggen till hade jag först en luffare som emellertid varje dag han fick modellpengarne drack sig full kom tillbaka och ställde till bråk vadan han fick afsked och får jag söka en annan. | „ |

Den första versionen är i mörkgrön färgton, medan de andra versionen har ljusa färger utplacerade i smala stråk. Med tiden har den ursprungliga ljusa färgskalan mörknat en aning och blivit närmast psykedelisk i intensivt violett och giftgrön. Målningen blev en stor framgång för Törneman. Han ställde ut den andra versionen på Höstsalongen i Paris 1905, berömd för Henri Matisse och fauvisternas genombrott, och i London året efter. 
Båda målningarna ingick i Thielska galleriets utställning Axel Törneman. Bohemliv och modernitet som visades 2021.
Törneman målade fler målningar från Bretagne och hans egen favorit var Bonden från Bretagne. Han behöll tavlan själv och hade den placerad över sin säng. Bonden är placerad i motljus och bakom honom framskymtar ett knallblått hav. De varma och starka färgerna visar på tydliga influenser från Vincent van Gogh. 

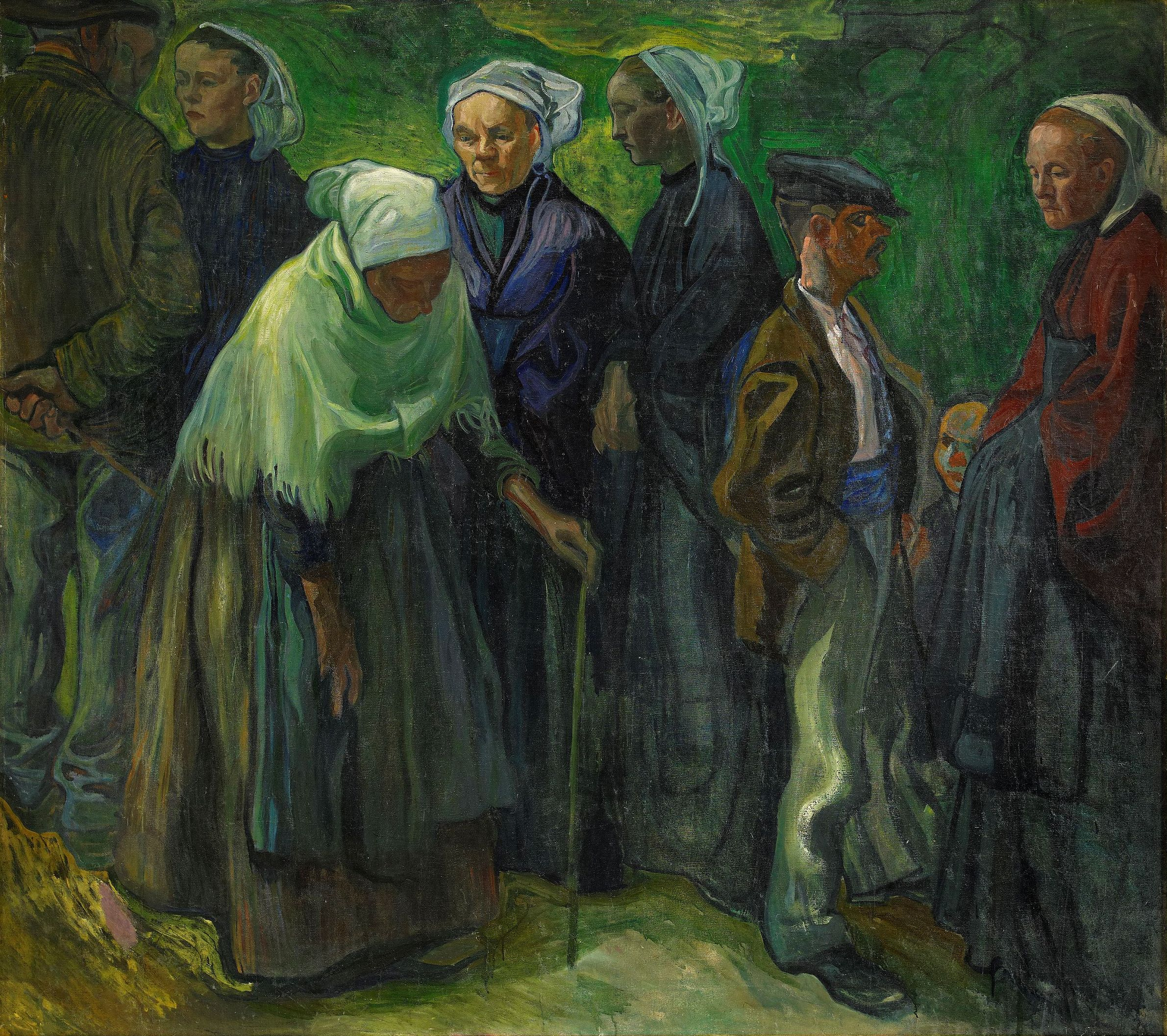
Bretagnare I (1905) är i privat ägo. 176 x 198 cm.
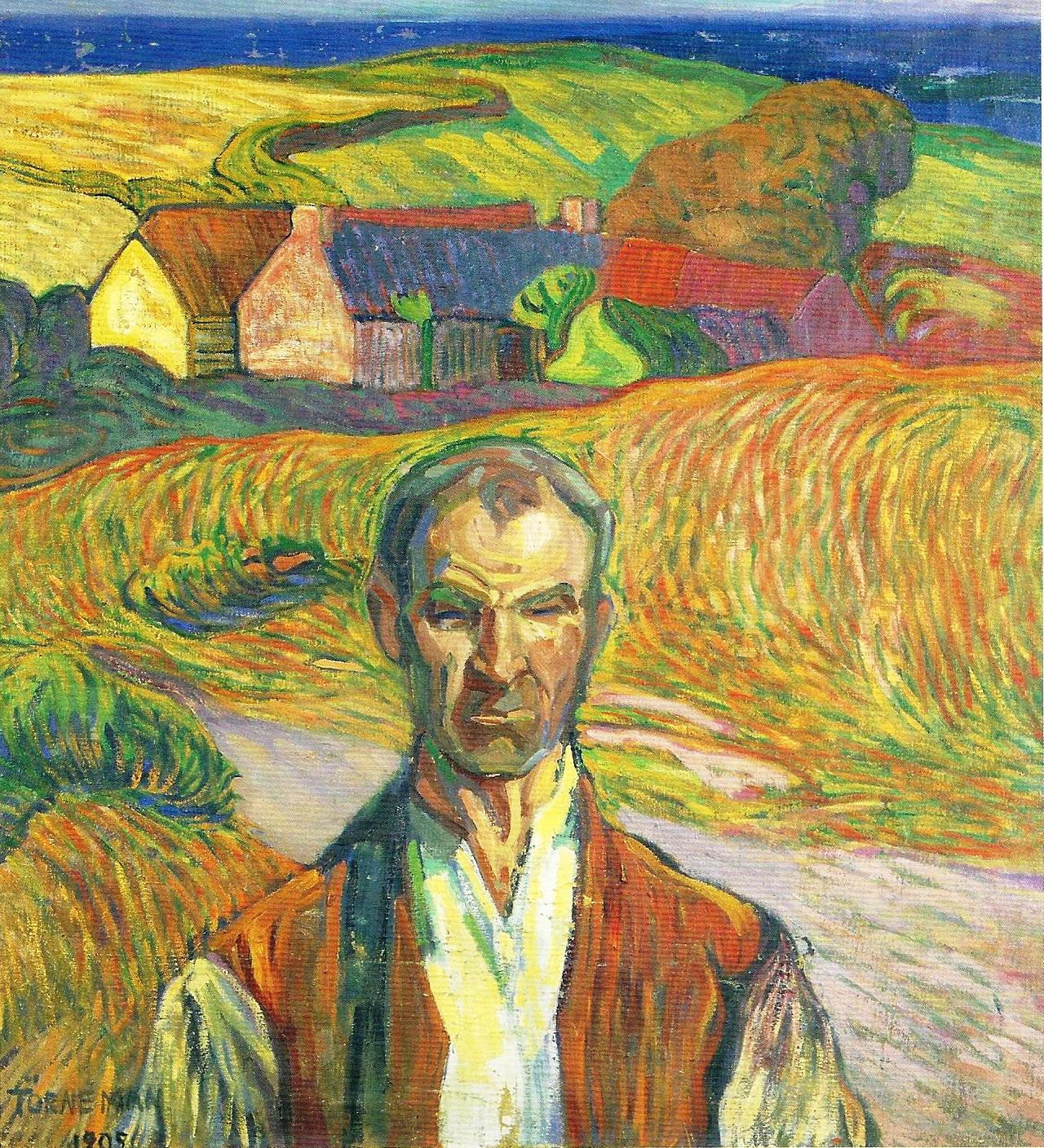
Bonden i Bretagne från 1905 är utställd på  Vår Gård i Saltsjöbaden.